# Aphthona depressa
Aphthona depressa es un coleóptero de la familia Chrysomelidae. Fue descrita científicamente por primera vez en 1859 por Allard.